# Mislav (Kroatien)
Mislav (auch Mojslav, Mislauus, Muisclaus, lateinisch Muisclavus) war ein slawischer Knes und herrschte vermutlich von etwa 835 bis 845 über das Herzogtum Kroatien, das sogenannte Dalmatinische Kroatien.

## Leben
Mislav wurde 835 zum Fürsten gewählt. Seine Vorgänger waren Borna und Vladislav. Das Fürstentum der Primorska Hrvatska erstreckte sich auf dem Gebiet des ehemals römischen Provinz Dalmatia zwischen dem Velebitgebirge und dem Fluss Cetina.
Zu Anfang seiner Regentschaft war Mislav in kriegerische Auseinandersetzungen mit der Republik Venedig verwickelt. 839 versuchte Venedig unter dem Dogen Pietro Tradonico, die kroatische Küste zu plündern. An der Küstenfestung Sv. Martin (Hl. Martin) wehrte sich das kroatische Heer unter Mislav erfolgreich und erzwang einen Friedensvertrag mit Venedig.
Mislav verlegte seine Residenz von Nin nach Klis. Unter seiner Regentschaft wurde die Kirche des Heiligen Georg in der Ortschaft Patulj errichtet.
Dem nahegelegenen Erzbistum Salona unter Erzbischof Justin (860–876) wurden durch Mislavs Versprechen stets ein Zehntel der Erträge aus der Landwirtschaft und der Viehzucht seines Fürstentums zuteil. Es war die erste Stiftung, die ein kroatischer Fürst dem Erzbistum Split zukommen ließ, aber auch ein politischer Schachzug für die kommenden Epochen. Das Erzbistum Split befand sich in dieser Epoche auf dem Territorium des Byzantinischen Reiches und unterstand dem Patriarchat von Konstantinopel. Seit dieser Zeit entstanden gute Kontakte zwischen den dalmatinischen Städten und den nachfolgenden kroatischen Fürsten. Mit der Zeit gliederten sich die dalmatinischen Städte in das kroatische Herrschaftsgebiet ein und wurden Teil des kroatischen Dalmatien.
Unter Mislav erstarkte die kroatische Kriegsflotte, die ein wichtiger Garant für das Fortbestehen des Fürstentums Primorska Hrvatska war.
Sein Nachfolger wurde 845 Trpimir I.